# Райкка
Крістіна Марія Райдер (англ. Christina Maria Rieder; 13 березня 1986), найбільш відома під своїм сценічним ім'ям Райкка (англ. Rykka) — канадська і швейцарська співачка, авторка пісень. 2016 представляла Швейцарію на Євробаченні 2016 у Стокгольмі, Швеція, із піснею «The Last of Our Kind».

## Дискографія
- «Kodiak» (2012)
- «Blackie Remixes» (2013)
- «Rykka Electric Remixes» (2014)